# Sokoliniec

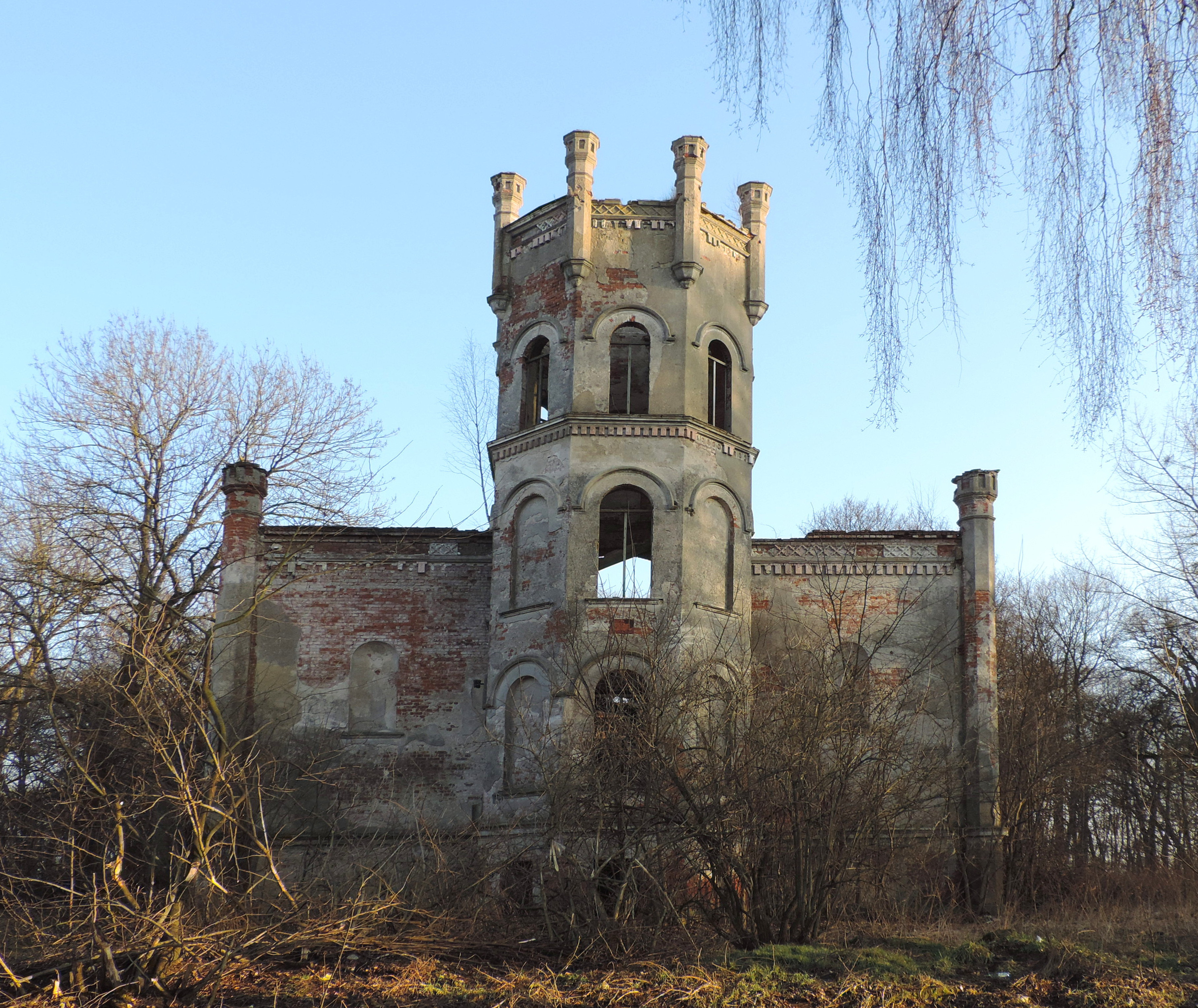
Ruiny pałacu

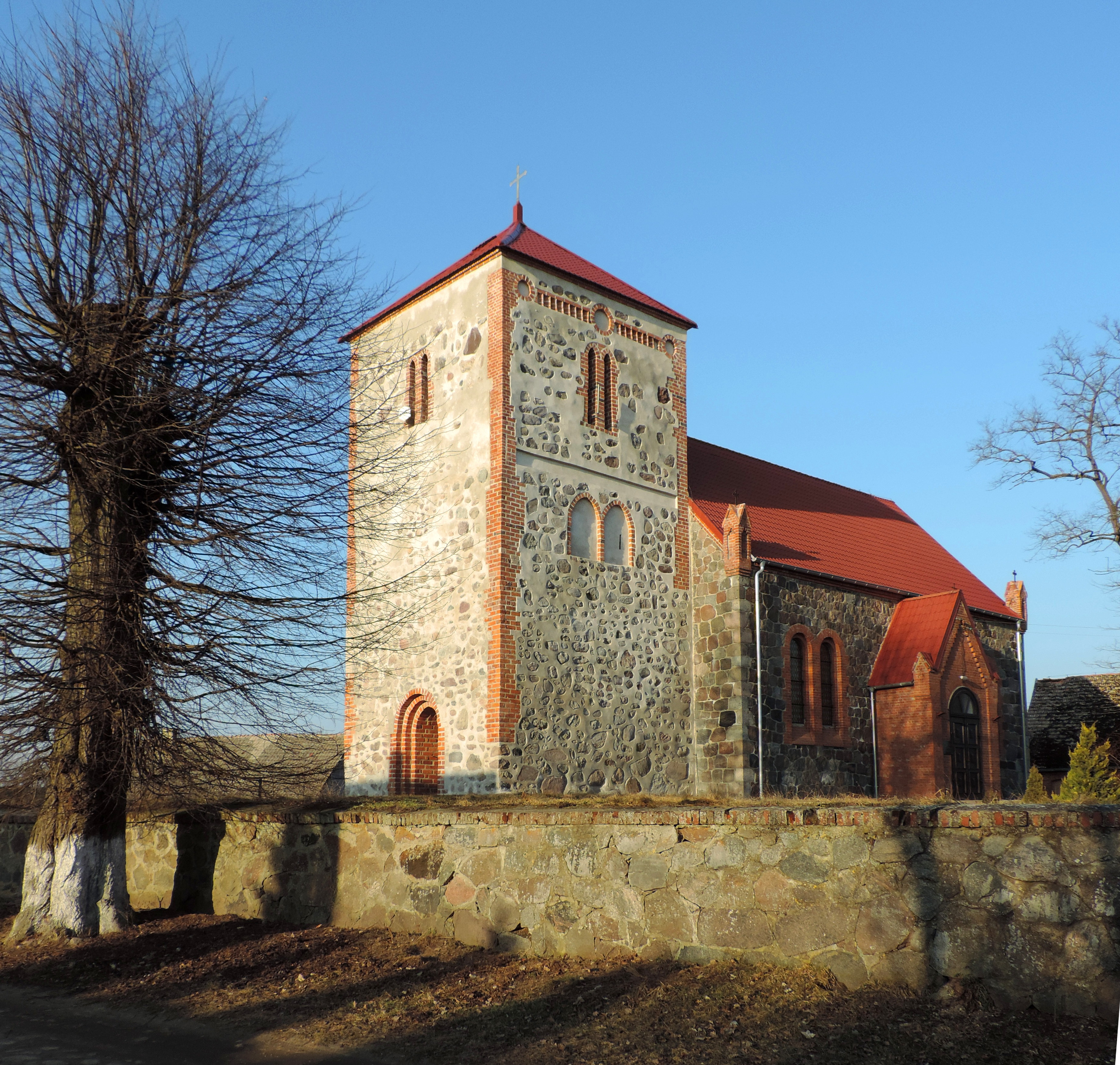
Kościół pw. św. Józefa

Sokoliniec (niem. Falkenwalde) – wieś sołecka w Polsce położona w województwie zachodniopomorskim, w powiecie choszczeńskim, w gminie Recz. W latach 1975–1998 miejscowość administracyjnie należała do województwa gorzowskiego. W roku 2007 wieś liczyła 416 mieszkańców.

## Geografia
Wieś leży około 5 km na północny zachód od Recza i około 2 km na północ od drogi krajowej nr 10. 

## Historia
Wieś o metryce późnośredniowiecznej (w granicach księstwa pomorskiego), po raz pierwszy wymieniana w źródłach w XV wieku. Starsze formy nazwy wsi występujące w źródłach to: Falckenwaldt, Falkenwalde – od 2. poł. XVII wieku. Od XVI wieku dobra w posiadaniu rodziny von Güntersberg, posiadającej także majątki w Pęzinie, Brudzewicach, Studnicy, Wapnicy, Suliborzu i Rybakach. Na pocz. XVII wieku właścicielem wsi był Mateusz von Güntenrsberg (radca Księstwa Pomorskiego i Meklemburgii), następnie jego spadkobiercy. W 1745 r. wdowa po E. Güntenrsbergu przekazała Sokoliniec swojemu pasierbowi von Blumenthal. W 2. poł. XVIII wieku wieś znalazła się w posiadaniu rodziny von Wedel. W latach 1788–1789 Jerzy Zygmunt G. von Wedel zrzekł się praw do Sokolińca na rzecz swojego najmłodszego syna, w zamian za samodzielny majątek Głusko ( Steinbusch). W 1817 r. majątek nabył Karol Krystian F. Hoffmüler. W 1854 r. następca wybudował w 1862 r. neogotycki pałac. W 1892 r. wdowa po F.W.A. Hoffmüler Joanna z domu Giese, przejęła cały majątek i gospodarowała do 1920 r. Hodowano głównie bydło, świnie i owce. W 1906 r. sprzedała ona część gruntów na potrzeby kolei żelaznej i miejscowej gminie kościelnej na nowy cmentarz. W 1920 r. Sokoliniec kupił Rudolf Stubenrauch (niemiecki konsul w Chile). W rękach tej rodziny majątek pozostawał do 1945 r. Po II wojnie światowej majątek należał do Państwowych Nieruchomości Ziemskich. Do lat 90. XX wieku stanowił Państwowe Gospodarstwo Rolne, po likwidacji w 1991 r., w zasobach Agencji Własności Rolnej Skarbu Państwa. Dwór uległ dewastacji – obecnie w ruinie. Od 1998 r. park i pałac są w rękach prywatnych.

## Zabytki
Do wojewódzkiego rejestru zabytków wpisane są:
- kościół pw. św. Józefa z 1889 roku, z wieżą z XV wieku. Kościół filialny, rzymskokatolicki należący do parafii pw. Jana Kantego w Wapnicy, dekanatu Suchań, archidiecezji szczecińsko-kamieńskiej, metropolii szczecińsko-kamieńskiej
  - cmentarz przykościelny, nieczynny
- zespół pałacowy z drugiej połowy XIX wieku, w skład którego wchodzą:
  - ruina pałacu z 1862 r.
  - park z połowy XIX wieku
  - gorzelnia (obecnie nieczynna) z połowy XIX w.
  - obora z 1861 r.

## Kultura i sport
Dnia 15 grudnia 2008 otworzono uroczyście we wsi świetlicę wiejską. We wsi funkcjonuje również B-klasowa drużyna piłkarska UKS Sokół Sokoliniec.

## Komunikacja
W miejscowości znajduje się przystanek kolejowy linii kolejowej nr 403.